# Valdez Cordova Census Area

Lokaliseringskarta

Valdez-Cordova Census Area är ett folkräkningsområde i den amerikanska delstaten Alaska. Dess största ort är Valdez. Enligt 2000 års folkräkning hade folkräkningsområdet en befolkning på 10 195 invånare på en yta om 104 115 km², vilket ungefär motsvarar Islands (103 000 km²) storlek .
Valdez-Cordova Census Area gränsar i norr till Southeast Fairbanks Census Area, i sydöst till Yakutat, samt i väst till Kenai Peninsula Borough, Anchorage och Matanuska-Susitna Borough. Området gränsar också i öst till Yukon i Kanada.
Del av Wrangell-St. Elias nationalpark ligger i området.

## Städer och byar
- Chenega
- Chisana
- Chistochina
- Chitina
- Copper Center
- Copperville
- Cordova
- Gakona
- Glennallen
- Gulkana
- Kenny Lake
- McCarthy
- Mendeltna
- Mentasta Lake
- Nelchina
- Paxson
- Silver Springs
- Slana
- Tatitlek
- Tazlina
- Tolsona
- Tonsina
- Valdez
- Whittier
- Willow Creek